# 台大醫師到我家
《台大醫師到我家》是前臺大醫院精神醫學部主任高淑芬總策劃，王浩威、陳錫中醫師主編，華人心理治療研究發展基金會贊助心靈工坊文化出版，結合十七位醫師各科專長而成的套書。全系列共十七本書，目標為提供台灣百姓符合台灣在地風情的精神健康資訊。

## 系列
1.《家有過動兒：幫助ADHD孩子快樂成長》 高淑芬 著   （注意力不足過動症）
2.《星星小孩，擁抱陽光：幫助自閉兒快樂成長》 蔡文哲 著 （自閉症）
3.《夜夜好眠：擁抱睡神，不再失眠》 陳錫中 著  （失眠）
4.《上網不上癮：給網路族的心靈處方》 張立人 著 （網路成癮）
5.《快樂童年好EQ：培養開朗自信的孩子》 商志雍 著 （情緒商數、教養方式）
6.《放輕鬆，不焦慮：自律神經的保健之道》 林奕廷 著　（自律神經）
7.《珍愛生命，希望無限：陪伴親友走過憂鬱低谷》 廖士程 著  （憂鬱症）
8.《開心紓壓：給壓力一族的心靈妙方》 謝明憲 著  （壓力管理）
9.《健康飲食好心情：厭食、暴食與肥胖的心理探討》 曾美智 著
10.《宅男宅女症候群：與社交焦慮症共處》 林朝誠 著  （社交焦慮症）
11.《跟孩子更親近：親子關係的淬煉與成長》 丘彥南 著  
12.《依然真摯與忠誠：談成人亞斯伯格症與自閉症》 簡意玲 著  （成人亞斯伯格症與成人自閉症）
13.《不只是怪，可能是病了：認識日常生活中的精神病》 劉震鐘 著  （精神疾病）
14.《精神疾病的家族密碼：談精神醫學與遺傳基因》 劉智民 著  
15.《不被遺忘的時光：從失智症談如何健康老化》 黃宗正 著   （失智症）
16《正常與瘋狂的天秤：談精神疾病與司法鑑定》 吳建昌 著   
17.《找回專注力：成人ADHD全方位自助手冊》 高淑芬 著    （成人注意力不足過動症）

## 來源
1. ↑  demoadmin. . 中華民國自閉症基金會. 2016-10-05  [2018-10-09]. （原始内容存档于2018-10-09） （中文）.
2. ↑  邱宜君. . 自由時報電子報. 2013-10-06  [2018-10-09]. （原始内容存档于2018-10-09） （中文）.
3. ↑  精神科醫師出書 叮嚀送到家 （页面存档备份，存于） 中央社
4. ↑   (PDF). 國立台灣大學圖書館. 2016-10-27  [2018-11-20]. （原始内容存档 (PDF)于2017-12-01）.
5. ↑   (PDF). 臺北市諮商心理師公會. 2016  [2018-11-20]. （原始内容 (PDF)存档于2018-11-21）.
6. ↑  . 心靈工坊.   [2018-10-09]. （原始内容存档于2020-02-02） （中文）.